# Chung Kyung-ho
Chung Kyung-ho (* 22. Mai 1980 in Seoul) ist ein ehemaliger südkoreanischer Fußballspieler.
Chung spielte zum ersten Mal 2003 in Diensten von Ulsan Hyundai Horang-i in der koreanischen K-League. Gleich im ersten Jahr kam der Außenstürmer in jedem Spiel zum Einsatz. Ab 2005 absolvierte er seinen Militärdienst beim Armeeklub Gwangju Sangmu Phoenix. Nach dessen Ende kehrte er 2007 zu Ulsan Hyundai zurück, wechselte jedoch noch innerhalb desselben Jahres zu Ligakonkurrent Jeonbuk Hyundai Motors. Dort kam er nur unregelmäßig zum Einsatz. Anfang 2009 schloss er sich Gangwon FC an. Nach einer Saison für Daejeon Citizen beendete er Ende 2012 seine Karriere.
Im September 2003 kam Chung auch zu seinem ersten Einsatz in der südkoreanischen Nationalmannschaft. Auch bei den Olympischen Spielen 2004 und der Asienmeisterschaft im selben Jahr war er in der jeweiligen Auswahl seines Landes auf dem Platz. Er kommt regelmäßig im Nationalteam zum Einsatz, spielt aber meist nur die Rolle eines Einwechselspielers und Jokers. Das war auch so in seinen sieben Einsätzen in der Qualifikation zur Fußball-Weltmeisterschaft 2006 in Deutschland. Beim Turnier selbst stand er  zwar wieder im WM-Aufgebot Südkoreas, wurde dann aber nicht eingesetzt.

## Statistik
Stationen
- Ulsan Hyundai Horang-i (2003 bis 2004)
- Gwangju Sangmu Phoenix (seit 2005)

Einsätze (Stand 2005)
- K-League (Südkorea)

| Einsätze | Tore | Saison    | Verein                 |
| -------- | ---- | --------- | ---------------------- |
| 56       | 8    | 2003–2004 | Ulsan Horang-i         |
| 18       | 4    | 2005      | Gwangju Sangmu Phoenix |
| 74       | 12   | gesamt    |                        |